# Clay Bellinger
Clay Bellinger é um ex-jogador profissional de beisebol norte-americano.

## Carreira
Clay Bellinger foi campeão da World Series 2000 jogando pelo New York Yankees. Na série de partidas decisiva, sua equipe venceu o New York Mets por 4 jogos a 1.